# Rugard Otto Gropp
Rugard Otto Gropp, auch Otto Wilhelm Gropp, (* 22. März 1907 in Magdeburg; † 4. Juli 1976 in Ost-Berlin) war ein deutscher, marxistisch-leninistischer Philosoph.

## Leben
Gropp wuchs als Sohn des Magistratsinspektors Rugard Gropp in Magdeburg auf, wo er am Realgymnasium das Abitur ablegte. In den Jahren 1926 bis 1929 absolvierte er ein Studium der Geschichte, Philosophie sowie Kunstgeschichte und der Zeitungswissenschaften in den Universitätsstädten Leipzig, München sowie Berlin.
Als ein Mitglied der KPD wurde Gropp im Dritten Reich verhaftet und u. a. im KZ Sachsenhausen gefangen gehalten. Nach dem Zweiten Weltkrieg 1945 setzte er sein Studium an der Martin-Luther-Universität Halle-Wittenberg fort; 1948 wurde er an der Gesellschaftswissenschaftlichen Fakultät der Universität Leipzig zum Thema „Zur bürgerlichen Geschichts- und Gesellschaftsproblematik: Eine Untersuchung vom Standpunkt des historischen Materialismus“ promoviert und besuchte im gleichen Jahr die Parteihochschule „Karl Marx“ in Kleinmachnow. Er war seit 1946 Mitglied der Partei gewesen, zuvor gehörte er bis zur Zwangsvereinigung von SPD und KPD zur KPD in Halle. Bis zum Jahr 1950 übernahm er Lehraufträge an der Universität Halle, dann erfolgte sein Wechsel an die Universität Leipzig, wo er 1953 mit der Arbeit „Voraussetzungen und Aufbau der Geschichtswissenschaft: Zur Kritik des historischen Empirismus“ habilitiert und anschließend zum Professor für dialektischen und historischen Materialismus ernannt wurde.
Gropp war ein Kritiker von Ernst Bloch, der als Gutachter seiner Habilitationsschrift fungiert hatte, und dessen Werk Das Prinzip Hoffnung. Auf einer 1954 stattfindenden Philosophietagung übte Gropp öffentliche Kritik an Blochs Werk. Ein Jahr später fungierte er aber als Herausgeber der Festschrift Ernst Bloch zum 70. Geburtstag. Gropp war Blochs Kollege im Bereich der Gesellschaftswissenschaft an der Universität Leipzig. Am 19. Dezember 1956 erschien ein längerer Artikel von Gropp im SED-Zentralorgan Neues Deutschland, in dem er Bloch des Idealismus beschuldigte. Laut Arno Münster habe Gropp den Artikel auf Anweisung von höherer Stelle aus verfasst und sollte damit eine Anklage gegen Bloch wegen Revisionismus vorbereiten. R. O. Gropp lieferte 1957 zwei weitere Beiträge gegen Bloch.
Bereits zuvor hatte sich Gropp Ende der 1940er Jahre in Halle an einer Kampagne gegen den marxistischen Professor Leo Kofler beteiligt und diesen heftiger Kritik unterzogen. Anlass war dessen Schrift Die Wissenschaft von der Gesellschaft. Infolgedessen ging Kofler schließlich 1950 in die Bundesrepublik Deutschland.
1957 erhielt er den Vaterländischen Verdienstorden in Bronze, und anlässlich der 550-Jahr-Feier der Karl-Marx-Universität Leipzig den Vaterländischen Verdienstorden in Silber.

## Publikationen
- Leo Kofler – ein ideologischer Schädling. In: Einheit. 5. Jg. Berlin 1950, Mai 1950. ISSN 0013-2659
- (als Hrsg.) Festschrift Ernst Bloch zum 70. Geburtstag. Deutscher Verlag der Wissenschaften, Berlin 1955.
- Ernst Blochs Hoffnungsphilosophie – eine antimarxische Welterlösungslehre. In: Heinz Johannes Horn (Hrsg.): Ernst Blochs Revision des Marxismus. Kritische Auseinandersetzungen marxistischer Wissenschaftler mit der Blochschen Philosophie. Deutscher Verlag der Wissenschaften, Berlin 1957, S. 9–49.
- Mystische Hoffnungsphilosophie ist unvereinbar mit Marxismus. Verlag Junge Welt, Berlin 1957.
- Der dialektische Materialismus. Kurzer Abriß. Verlag Enzyklopädie, Leipzig 1957. (=Taschenbuch 1)
- Zu Fragen der Geschichte der Philosophie und des dialektischen Materialismus. Deutscher Verlag der Wissenschaften, Berlin 1958.
- Die Grundfrage der Philosophie. Die Entstehung und Bedeutung des Denkens. Vortrag gehalten im Marxistischen Kolloquium der SED-Parteiorganisation der Karl-Marx-Universität, Fachrichtung dialektischer und historischer Materialismus am 28. April 1958. Verlag Enzyklopädie, Leipzig 1958. (=Leipziger Universitätsreden. Neue Folge 3)
- Über Kausalität, Notwendigkeit und Zufälligkeit. Vortrag gehalten im Marxistischen Kolloquium des SED-Partriorganisation der Karl-Marx-Universität Fachrichtung dialektischer und historischer Materialismus am 20. Oktober 1958. Verlag Enzyklopädie, Leipzig 1959.
- Das nationale philosophische Erbe. Über die progressive Grundlinie in der deutschen Philosophiegeschichte. Deutscher Verlag der Wissenschaften, Berlin 1960.
- Was ist der dialektische Materialismus? Dobbeck, München 1960. (=Wissen der Gegenwart 4)
- Rugard O. Gropp, Frank Fiedler (Hrsg.): Von Cusanus bis Marx. Deutsche Philosophen aus 5 Jahrhunderten. Bibliographisches Institut, Leipzig 1965.
- Grundlagen des dialektischen Materialismus. Deutscher Verlag der Wissenschaften, Berlin 1970.
- Geschichte und Philosophie. Beiträge zur Geschichtsmethodologie, zur Philosophiegeschichte und zum dialektischen Materialismus. Hrsg. von Wolfgang Förster. Akademie Verlag, Berlin 1977. (=Schriften zur Philosophie und ihrer Geschichte 8)